# Joseph H. Fichter
Joseph Henry Fichter (* 10. Juni 1908 in Union City; † 23. Februar 1994 in New Orleans) war ein US-amerikanischer Jesuit und Soziologe, der den größten Teil seiner akademischen Laufbahn als Hochschullehrer für Soziologie an der Loyola University New Orleans verbrachte.
Fichter trat 1930 in die Gesellschaft Jesu ein und wurde 1942 zum Priester geweiht. An der Saint Louis University machte er 1935 den Bachelor-Abschluss und 1939 das Master-Examen. 1947 wurde er an der Harvard University im Fach Soziologie zum Ph.D. promoviert. Neben seiner Dozententätigkeit an der Loyola University New Orleans war er Fulbright-Professor an der Universität Münster (1953–54) und an der Universidad Católica de Chile (1960–61), Gastprofessor an der University of Notre Dame (1955–56), Professor und Forschungsdirektor an der University of Chicago (1964–65) sowie Professor an der Harvard University (1965–70), der State University of New York in Albany (1971–72) und an der Tulane University (1973–74).

## Schriften (Auswahl)
- Religion as an occupation. A study in the sociology of professions. University of Notre Dame Press, Notre Dame 1961.
- Soziologie der Pfarrgruppen. Untersuchungen zur Struktur und Dynamik der Gruppen einer deutschen Pfarrei. Originalausgabe, aus dem englischen Manuskript ins Deutsche übertragen von Franz Klüber, Aschendorff, Münster 1958.
- Parochial school, a sociological study. University of Notre Dame Press, Notre Dame 1958.
- Sociology. University of Chicago Press, Chicago 1957.
  - Übersetzt von Leonhard Walentik, fachlich bearbeitet und herausgegeben von Erich Bodzenta: Grundbegriffe der Soziologie. Springer, Wien/New York 1968 (3., unveränderte Auflage 1970).
- Social relations in the urban parish. University of Chicago Press, Chicago 1954.
  - Übersetzt von Hans Schmidthüs: Die gesellschaftliche Struktur der städtischen Pfarrei. Herder, Freiburg 1957.